# Jean Rohu
Jean Rohu, né le 5 mai 1771 à Plouharnel et mort le 20 août 1849 à Sainte-Hélène, est un militaire français et un officier chouan.

## Biographie
Jean Rohu naît le 5 mai 1771 à Plouharnel. Il est le fils de Louise Le Bagousse et de Jules-Joseph Rohu, syndic des classes de la marine.
Jean Rohu nait dans le village du Pontneuf, en Plouharnel, dans une famille de marins. Il entre dans sa jeunesse au collège de Vannes. Il le quitte le 7 février 1791, après avoir échappé à une émeute devant Vannes, et rejoint sa famille. Entre le mois de février et le 30 mai 1791, Rohu s'embarque sur le chasse-marée de son frère Vincent-Michel et fait passer des prêtres réfractaires sur l'Île-d'Houat, depuis laquelle ils partent trouver réfugier en Espagne.
En 1793, le bateau est réquisitionné et armé par la République. Il croise pendant cinq mois entre Belle-Île-en-Mer et Nantes et repousse deux attaques de corsaires anglais. À Pénerf, 13 hommes du navire désertent pour aller rejoindre les Vendéens. Le navire est finalement désarmé après plusieurs mois de service. Rohu devient ensuite second sur le navire de commerce du capitaine Hostein, de Quiberon.
Il mouille à Port-Louis au début de l'année 1795, c'est à cette date qu'il apprend l'insurrection de la Chouannerie. Rohu, après s'être mis sous la protection de la Mère de Dieu lors de la fête de la purification de la Vierge, décide de rejoindre les Chouans. Il s'engage dans la compagnie de Ploemel commandée par le capitaine Eveno. Très rapidement, il se distingue  lors d'un engagement près du village de Trézédic entre Auray et Landévant. Les Chouans se mettent en embuscade lorsque paraît un détachement de 11 soldats républicains. Rohu se jette sur eux et somme les Bleus de se rendre, mais il s'aperçoit qu'il est seul et crie alors en breton à ses compagnons qu'il va prendre le parti de l'ennemi si ceux-ci ne viennent pas le secourir. Les Chouans quittent alors leur couvert, les républicains se rendent, ils sont désarmés, puis relâchés.
À la suite de ce fait d'armes, Rohu rencontre Georges Cadoudal et est nommé capitaine de Carnac. Avec son ami Coryton, il est chargé de lever des partisans. Il prend ses premiers fusils au pont de Kevinio, où accompagné seulement de Coryton et sans armes, il tend un guet-apens à deux soldats qui sont désarmés puis relâchés. Il fait ensuite couper l'arbre de la liberté à Étel. Rohu parvient bientôt à réunir 60 marins et paysans entrainés par deux déserteurs de l'armée républicaine. Il attaque ensuite un détachement de la garnison de Plouharnel qui escorte des habitants patriotes. Deux républicains et une fille sont tués lors du combat, ainsi qu'un Chouan. Quelques jours après, il tente une nouvelle embuscade, les Républicains prennent la fuite sans combattre à l'exception du lieutenant du détachement qui est fusillé. 
À la suite de la trêve précédent l'éphémère traité de la Mabilais, Rohu et se hommes s'emploient à fabriquer des balles et des cartouches grâce à des barils de poudre débarqués par les Anglais, il en confectionnent 36 000. En mai 1795, la compagnie de Rohu compte 200 hommes, majoritairement des marins, tous armés de fusils. De retour de la Mabilais où il a refusé de signer le traité, Cadoudal alors colonel de la division d'Auray, nomme Rohu commandant du canton de Quiberon.
En juillet, Rohu participe à l'expédition de Quiberon, le 27 juin, menés par Vincent de Tinténiac, Rohu et ses hommes prennent la butte Saint-Michel et capturent 12 soldats républicains. Par la suite, il prend part au siège de Fort Sans-Culotte, à la Bataille de Carnac et la marche de l'« Armée rouge », ainsi nommée car les Chouans y revêtent des uniformes britanniques. Rohu n'en prend cependant pas lui-même, ainsi que Cadoudal.
Après l'échec de l'expédition, Rohu est cependant promu au grade de lieutenant-colonel, major de la division d'Auray et livre plusieurs combats sous les ordres de Georges Cadoudal. En 1798, il tente, sous les ordres de Mercier la Vendée, et avec 40 hommes de libérer un des leurs Guillemot Sans-pouce, emprisonné à Saint-Brieuc. Les Chouans revêtent des uniformes républicains mais l'opération est un échec et Guillemot est fusillé.
En 1799 et 1800, il prend part à la troisième chouannerie où il est fait chevalier de Saint-Louis et colonel de la division d'Auray, bien que Cadoudal en conserve de fait le commandement direct. Il prend part à la bataille du pont du Loc'h, puis signe la paix en février. Pour se protéger des balles des Républicains, Rohu récitait chaque jour un De profundis pour les âmes du Purgatoire. Il avait en effet la réputation d'être chanceux lors des fusillades.
En janvier 1803, le préfet Jullien accuse la reddition du chef chouan et de son complice Corriton. À l'occasion de cette reddition, le préfet du Morbihan pose ouvertement le problème du devenir de ces anciens Chouans 
Il reprend les armes lors de la Chouannerie de 1815. À la Restauration, il est fait Chevalier de la Légion d'honneur, il prend sa retraite, touche une modeste pension et retourne vivre à Portneuf en Plouharnel. Cependant sa pension est supprimée à la suite de la Révolution de Juillet en 1830, il doit vendre sa maison et se retire à Sainte-Hélène où il meurt le 20 août 1849.

## Sources
- Jean Rohu, Mémoires autographes, Les Inédits de l'Histoire, 1999, 80 p.
- François Cadic, Histoire populaire de la chouannerie Tome II, édition Terre de brume.